# Guldbagge 1965

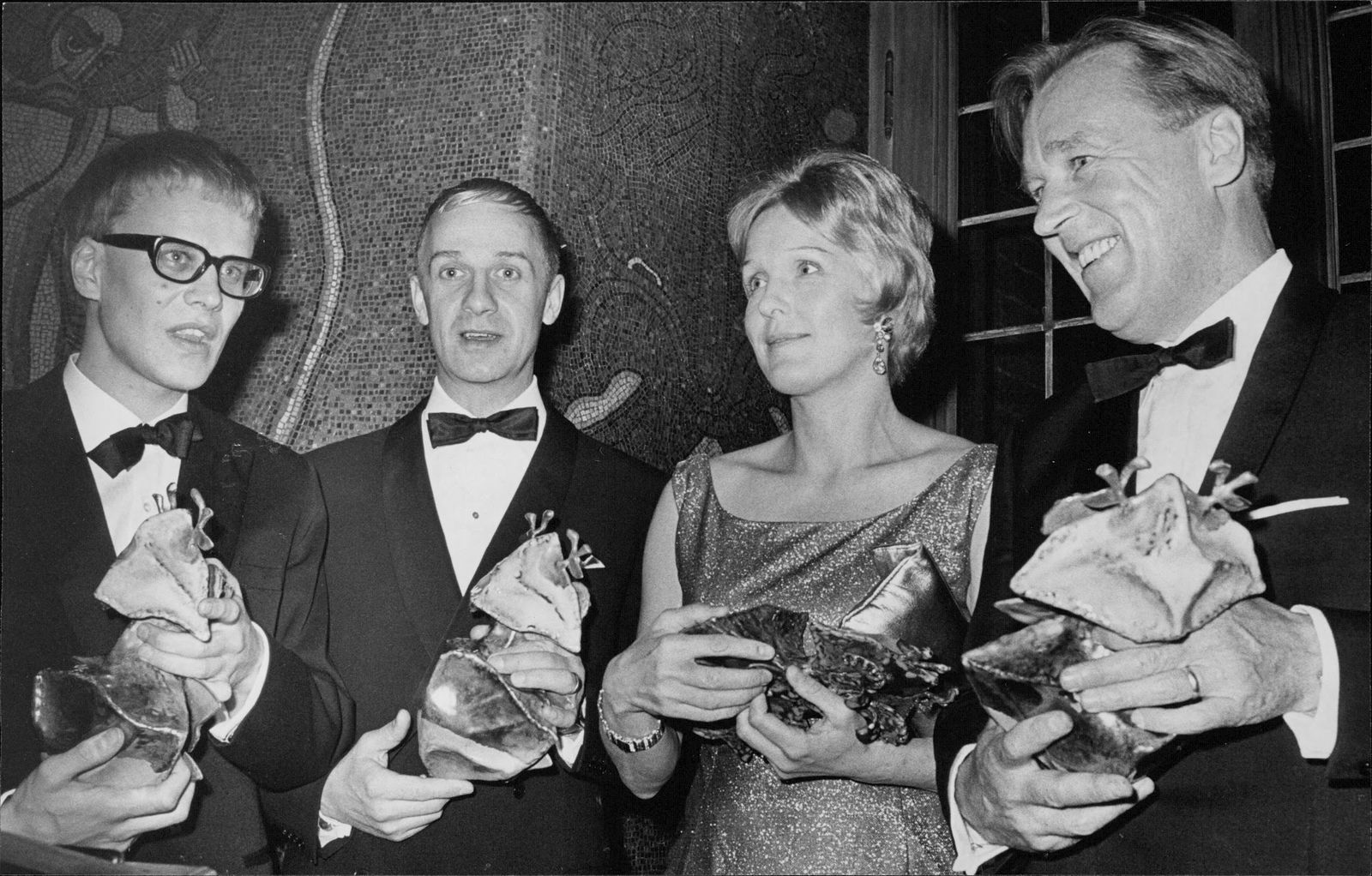
I vincitori del premio. Da sinistra, Leif Furhammar, Jarl Kulle, Eva Dahlbeck e Arne Sucksdorff.

La 2ª edizione del Premio Guldbagge, che ha premiato i film svedesi del 1964 e del 1965, si è svolta a Stoccolma il 15 ottobre 1965. Presentata da Olof Palme, presidente dello Svenska Filminstitutet.

## Vincitori
Miglior film
- Bröllopsbesvär, regia di Åke Falck

Miglior regista
- Arne Sucksdorff - Mitt hem är Copacabana

Miglior attrice
- Eva Dahlbeck - Kattorna

Miglior attore
- Jarl Kulle - Bröllopsbesvär

Premio Speciale
- Leif Furhammar